# Can't Wait 'Til Christmas
Singles de Hikaru Utada
Show Me Love (...)
(2010) Sakura Nagashi
(2012)
Can't Wait 'Til Christmas est une chanson de Noël d'Hikaru Utada, parue en 2010.

## Présentation
La chanson, écrite, composée et arrangée par la chanteuse elle-même, parait le 24 novembre 2010 sur le disque supplémentaire consacré aux nouveaux titres de sa compilation Utada Hikaru Single Collection Vol.2.
Elle sort également le même jour en téléchargement au Japon sur le label EMI Music Japan, indépendamment de l'album, une semaine après le précédent « single digital » de la chanteuse, Show Me Love (...), sans toutefois être présentée officiellement comme un single et ne bénéficiant donc pas d'une promotion spécifique ni d'un clip vidéo. Elle atteint néanmoins la 1re place du classement des ventes de téléchargements Digital Track Chart de la Recording Industry Association of Japan pour la semaine du 15 au 21 décembre, et la 2e place du classement Billboard Japan Hot 100.
Ce succès est dû au fait qu'elle est utilisée en décembre comme thème musical pour une publicité pour la marque Pepsi Nex dans laquelle apparait la chanteuse ; c'est exceptionnellement le seul clip de cette campagne publicitaire à ne pas mettre en scène une vedette reprenant une chanson occidentale : les précédents clips de la campagne avaient pour vedettes Kumi Koda, Perfume ou L'Arc-en-Ciel, et Hikaru Utada avait déjà participé à l'un d'eux en octobre avec sa reprise Hymne à l'amour ~Ai no Anthem~.
C'est la première chanson de Noël d'Hikaru Utada, et c'est sa dernière chanson à paraitre avant la pause d'une durée indéterminée qu'elle prend dans sa carrière. Elle ne sortira effectivement pas d'autre titre pendant deux ans, jusqu'à Sakura Nagashi.